# Футбольна академія Георге Хаджі
Футбольна академія Георге Хаджі (рум. Academia de fotbal Gheorghe Hagi) — футбольна молодіжна академія в місті Овідіу, Румунія. Співпрацює із дорослою командою румунського клубу «Віїторул» (Констанца).
Заснована 2009 року колишнім румунським нападником Георге Хаджі. Вартість академії — €11 млн і вона є однією з найбільших і найсучасніших у Східній Європі. В академії навчається понад 300 учасників, є 9 тренувальних полів та кілька інших об'єктів.

## Досягнення

### Чемпіонат
- Чемпіонат U19
  - Переможці (3): 2015-16, 2017-18, 2018-19
- Чемпіонат U17
  - Переможці (3): 2015-16, 2017-18, 2018-19

### Кубок
- Кубок Румунії U19
  - Переможець (1): 2016-17
  - Фіналіст (1): 2018-19
- Кубок Румунії U17
  - Переможець (1): 2017-18
  - Фіналіст (2): 2015-16, 2018-19
- Суперкубок Румунії U19
  - Переможець (2): 2018, 2019
  - Фіналіст (2): 2016 2017,
- Суперкубок Румунії U17
  - Переможці (2): 2016, 2019
  - Фіналіст (1): 2018
- Кубок Пушкаша:
  - Третє місце (1): 2015

## Відомі вихованці
- Денис Дрегуш
- Резван Марін
- Едуард Редеслевеску
- Алін Тошка
- Яніс Хаджі
- Габріель Янку